# Ben Gurionovo národní centrum solární energie
Ben Gurionovo národní centrum solární energie (anglicky: Ben-Gurion National Solar Energy Center) ve Sde Boker je národní výzkumný institut alternativní energie v Izraeli. Bylo založen v roce 1987 z rozhodnutí ministerstva národní infrastruktury za účelem studia slibných alternativních technologií a tzv. „čistých technologií“ výroby elektrické energie, a to především solární energie. Od července 1991 je centrum spravováno Institutem pro pouštní výzkum Jacoba Blausteina při Ben Gurionově univerzitě v Negevu. Stejně jako zmíněná univerzita nese jméno prvního izraelského premiéra Davida Ben Guriona. Jeho ředitelem je David Fajman.
V roce 2007 bylo oznámeno, že Centrum spolupracuje se společností Zenith Solar na vytvoření domácího systému fotovoltaických článků založených na technologickém výzkumu vedeném Fajmanem. Centrum se má rovněž podílet na vybudování největší solární elektrárny na světě, která má být postavena v Negevské poušti.